# Emma Suárez
Emma Suárez Bodelón (ur. 25 czerwca 1964 w Madrycie) – hiszpańska aktorka filmowa. Dwukrotna laureatka Nagrody Goya dla najlepszej aktorki za role w filmach Pies ogrodnika (1996) i Julieta (2016). Ponadto zdobyła także Nagrodę Goya za rolę drugoplanową w filmie Kolejna skóra (2016).